# Dodowa
Dodowa est une ville du Ghana, située à 40 kilomètres au nord-est d'Accra. C'est la capitale du district de Dangme ouest. Le 7 août 1826, la ville est le théâtre d'une bataille entre les Britanniques et les Ashantis, qui furent vaincus.

## Sources
- (en) Daniel Miles McFarland, Historical Dictionary of Ghana, The Scarecrow Press, Inc., Metuchen, N.J. & London, 1985,  (ISBN 0-8108-1761-6)